# Bais (Mayenne)
Bais è un comune francese di 1 325 abitanti situato nel dipartimento della Mayenne nella regione dei Paesi della Loira.

## Società

### Evoluzione demografica
Abitanti censiti